# Радгоспный (Краснодонский район)
Радгоспный (укр. Радгоспний, также в ходу название Совхозный) / Малокалиново (укр. Малокалинове) — посёлок в Краснодонском районе Луганской области Украины. Под контролем самопровозглашённой Луганской Народной Республики. Входит в Верхнешевыревский сельский совет.

## Этимология названия
Название Радгоспный образовано от слова «радгосп», которое является украинской калькой слова «совхоз» (т.е. «советское хозяйство», укр. радянське господарство).

## География
Не путать с одноимённым населённым пунктом Радгоспным в Перевальском районе Луганской области.
Окрестные населённые пункты: посёлки Горное, Новоалександровка на северо-западе, Орджоникидзе на севере, Верхнешевыревка на северо-востоке, сёла Нижнедеревечка и Верхнедеревечка на юго-востоке, Батыр на юге, Дубовка на юго-западе.

## История
12 мая 2016 года Верховная Рада Украины переименовала населённый пункт в Малокалиново в рамках кампании по декоммунизации на Украине. Решение не признано местными фактическими властями.

## Население
Население по переписи 2001 года составляло 8 человек.

## Общие сведения
Почтовый индекс — 94484. Телефонный код — 6435. Занимает площадь 1,86 км². Код КОАТУУ — 4421482206.

## Местный совет
94483, Луганская область, Краснодонский район, с. Верхнешевыревка, ул. Ленина, 5а.